# 비차부
비차부(比次夫, ?~?)는 신라의 장수이다.

## 생애
관등은 아찬을 거쳐 대아찬에 이르렀으며, 거칠부 등과 함께 고구려를 공격해 철령 이남에서 죽령 이북에 소재한 한강 상류지역의 10군(郡)을 얻어내는데 공을 세웠다.